# 堺市立西陶器小学校
堺市立西陶器小学校（さかいしりつ にしとうき しょうがっこう）は、大阪府堺市中区にある公立小学校。

## 沿革
- 1872年 - 郷学校創立
- 1941年4月1日 - 国民学校令により、泉北郡西陶器国民学校に改称。
- 1946年4月1日 - 学制改革により、泉北郡西陶器村立西陶器小学校と改称。
- 1955年4月1日 - 泉北郡泉ヶ丘町立西陶器小学校と改称。
- 1959年5月3日 - 堺市立西陶器小学校と改称。
- 1990年4月1日 - 堺市立深阪小学校を分離。

## 通学区域
- 堺市中区 高蔵寺の一部、田園の一部、辻之、東山の一部、深阪の一部、三原台2丁の一部、三原台3丁の一部。

卒業生は基本的に堺市立泉ヶ丘東中学校に進学する。

## 著名な出身者
- 神山竜一（元プロサッカー選手）
- 濱村進（公明党衆議院議員）

## 交通
- 南海泉北線 泉ケ丘駅から北へ約20分
- 南海バス田園バス停
  - 深井駅（東）2番乗り場から泉ヶ丘駅行き、あみだ池行きで10分
  - 泉ヶ丘駅（北）4番乗り場から深井駅行きで約5分